# Nanase Ōkawa
Nanase Ōkawa (大川七瀬 Ōkawa Nanase) (Osaka, 2 de mayo de 1967) es una mangaka japonesa, miembro del grupo de artistas femeninas creadoras de manga, CLAMP. Es la directora del equipo y sus trabajos en el mismo incluyen la creación de las historias y guiones y el diseño gráfico de las portadas, además de ser la encargada de planificación y ventas.
En 2004, como parte del 15º aniversario de CLAMP, al igual que los demás los miembros del cuarteto, cambió su nombre por el de Ageha Ohkawa (大川緋芭 Ōkawa Ageha), según se cree porque deseaban probar con nuevos seudónimos, pero 2008 regresó a su nombre original.